# Cube 2: Sauerbraten
Cube 2: Sauerbraten ist ein kostenloser, quelloffener Ego-Shooter. Das Spiel basiert auf der Sauerbraten Game Engine und ist plattformunabhängig. Während die Engine frei ist, enthält das Spiel selbst Inhalte, die anderen Lizenzen unterliegen.

## Überblick
Wie sein Vorgänger Cube wurde das Spiel hauptsächlich von Wouter „Aardappel“ van Oortmerssen entwickelt. In den letzten Versionen leistete jedoch Lee „Eihrul“ Salzman einen Großteil der Entwicklungsarbeit. Auf der Webseite werden kompilierte Ausgaben für Linux, macOS und Windows angeboten.
Cube 2: Sauerbraten weist eine vergleichsweise simple Spielmechanik auf, die an die frühen Teile der Doom- und Quake-Reihe angelehnt ist. Das Spiel besitzt in aktueller Version 197 Karten, die je nach Auslegung in bis zu 23 verschiedenen Spielmodi verwendet werden können. Untermalt wird das Spiel von instrumenteller Metal-Musik des Musikers Marc A. Pullen alias Fanatic.

### Rezeptionen
- GIGA Games: „Mit diesem kostenlosen Open-Source-Shooter lässt dank toller Grafik und schnellen Kämpfen deinen Mac glühen.“[8]
- Chip Online: „Sauerbraten - Cube 2 ist ein erstklassiger 3D-Shooter, der vor allem mit Freunden im Netzwerk gehörig Spaß bereitet.“[9]
- pcwelt.de: „Cube 2: Sauerbraten ist ein kostenloser First-Person-3D-Shooter mit Multiplayer-Modus, der eine eindrucksvolle Weiterentwicklung des Spiels Cube darstellt.“[10]
- freeware.de: „Die Spielengine von Cube 2 - Sauerbraten bietet grafischen Augenschmaus. Mit flüssigem Gameplay und einer guten Dynamik sorgt Sauerbraten für ordentlichen Zockspaß ohne tief in die Tasche greifen zu müssen.“[11]
- netzwerkspiele-sammlung.de: „Cube2: Sauerbraten hat zwar einen komischen Namen, ist dafür aber ein klasse Open Source Shooter, der im Netzwerk Riesenspaß macht!“[12]
- linuxgaming.de: „Besonders gut finde ich den Teameditmode. Hier kann man zusammen mit anderen Internetusern zusammen eine Map basteln.“[13]

## Spielmodi

### Einzelspieler-Modus
Im Einzelspieler-Modus von Cube 2: Sauerbraten gibt es vier Varianten, worunter die „Kampagne“ eine fünfte Sonderstellung einnimmt:
- SP: Der Spieler kämpft sich durch eine mit Gegnern und Gegenständen (englisch "items") bestückte Karte. An einigen Stellen gibt es Wiedereinstiegs-Positionen (englisch "spawn points"), die durch Berührung aktiviert werden. Ferner gibt es Schalter, die beispielsweise zum Öffnen von Türen betätigt werden müssen. Die Gegner greifen den Spieler an, sobald sie ihn sehen. Die Zeit, die für das Beenden einer Karte gebraucht wird, wird gemessen; den Rekord gilt es dann zu unterbieten. Seit der „Assassin Edition“ sind auch Karten anwählbar, welche mit anderen Karten verbunden sind.
- DMSP: Dieser Modus basiert auf dem Konzept einer von Oortmerssen stammenden, gleichnamigen Quake-Mod. Der Spieler wird auf einer Deathmatch-Karte wenige Sekunden nach Beginn der Spielrunde von einer Gegnerhorde angegriffen, die vollständig zu besiegen ist. Auch hier kommt es auf Zeit an. Obgleich Oortmerssens Quake-Mod älter ist, ist dieses Spielprinzip eher vom kommerziellen Spiel Unreal Tournament 2004 bekannt, in dem dieser Modus „Invasion“ genannt wurde.[14]
- Slowmo SP: Identisch mit SP mit dem Unterschied, dass ein Zeitlupen-Effekt (englisch "slow motion") eintritt, wenn die Spielfigur Lebensenergie verliert. Je weniger Energie vorhanden ist, desto stärker ist der Zeitlupeneffekt. In diesem Modus regeneriert sich der Spieler mit der Zeit.
- Slowmo DMSP: Das gleiche Prinzip wie bei Slowmo SP, übertragen auf den DMSP-Modus.
- Kampagne Die Kampagne besitzt keine Hintergrundgeschichte. In Cube2: Sauerbraten ist eine Kampagne nichts anderes als eine große Karte, welche speziell für die Kampagne entworfen wurde. In der statischen Karte befinden sich neben den Gegnern Aufzüge, Teleporter, Schalter und weitere Elemente, welche trotz der statischen Natur einer Karte (Wände beispielsweise können nicht zerschossen werden) eine Interaktion zwischen Spieler und Spiel erlauben.

### Mehrspieler-Modus
Im Mehrspieler-Modus kann man über das Netz mit einer vom Server festgelegten maximalen Anzahl von Spielern kämpfen. Dabei gibt es grundsätzlich die Spielvarianten "Jeder gegen Jeden" oder als "Team". In der Defaulteinstellung sind in der Variante "Jeder gegen Jeden" die Gegner grün, im Teamplay die Gegner rot und die Mitglieder des eigenen Teams blau gefärbt.
- FFA/Default (Deathmatch)

Auf einer relativ kleinen Karte befinden sich alle möglichen Gegenstände. Diese reichen von Munition für die Waffen bis hin zu "medi kits" (Erste-Hilfe-Kästen), welche verlorene Lebensenergie wiederauffüllen. Zusätzlich gibt es spezielle „health boost“-Gegenstände, welche die maximale Lebensenergie dauerhaft erhöhen, sowie das aus der Quake-Serie bekannte „quad damage“, welches für eine kurze Zeit den Schaden der eigenen Waffen um das Vierfache erhöht. Healthboost und Quad Damage werden zehn Sekunden vor Erscheinen angekündigt. Ziel ist es, möglichst viele Gegner im Zeitraum von zehn Minuten zu töten, um dadurch die eigene Anzahl an Frags zu erhöhen. Bei einer Selbsttötung – etwa durch den falschen Einsatz explosiver Geschosse – wird ein Tötungs-Punkt abgezogen. Der Spieler mit der höchsten Punktzahl bei Rundenende gewinnt.
- Teamplay (Team Deathmatch)

Eine gemeinschaftliche (englisch "collaborative") Form von FFA/Default. Die Spieler sind einem Team zugehörig und erhöhen bzw. verringern die Punktzahl ("frag count") des gesamten Teams. Das Töten von eigenen Teammitgliedern zieht Punkte ab.
- Coop Edit

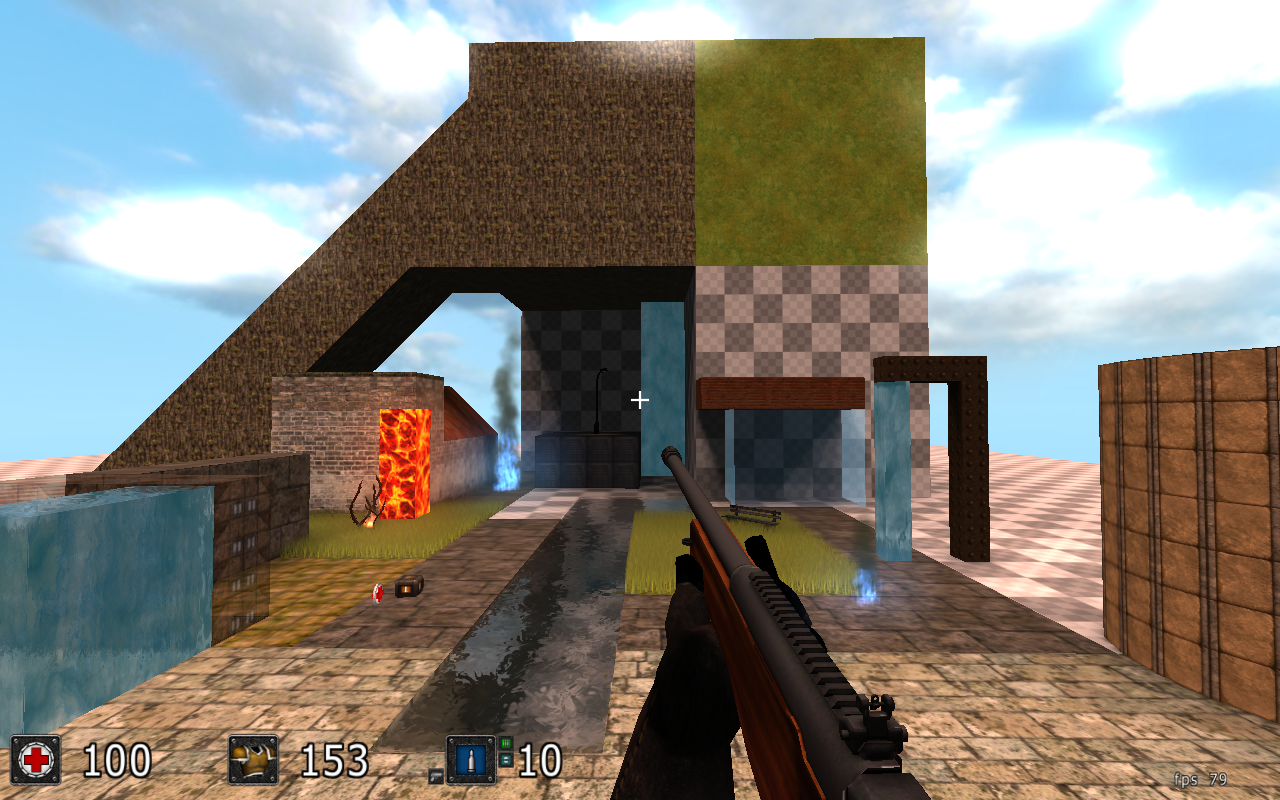
Ein Bildschirmfoto aus einer Kartenbearbeitungssitzung

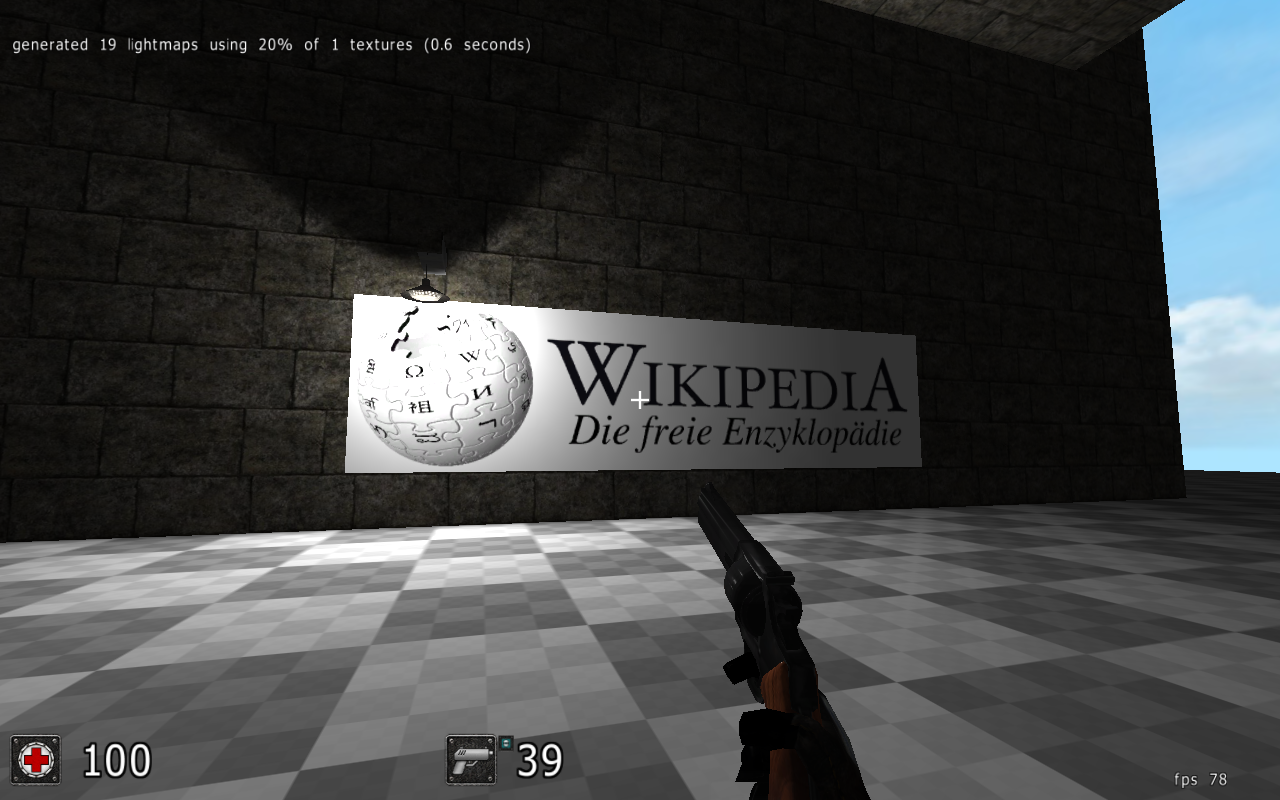
Der Sauerbraten-Karteneditor kann viele Ressourcen (Bilder, Musik etc.) als Quellen verwenden. Hier wurde das Wikipedia-Logo (deutsch) verwendet und beleuchtet.

Der kooperative Bearbeitungsmodus erlaubt es im Einzelspieler-Modus, zwischen Echtzeitbearbeitung der aktuellen Karte und eigentlichem Spiel zu wechseln. Im Mehrspieler-Modus sind die Modus-spezifischen Elemente einer Karte (Flaggen etc.) nicht verfügbar, da kein Modus festgelegt ist.
- Instagib (Instagib)

Es gibt keine Gegenstände ("items"), stattdessen hat jeder Spieler nach jedem Wiedereinstieg 100 Schuss für ein Präzisionsgewehr und besitzt zudem eine Kettensäge als Sekundärwaffe. Außerdem haben die Spieler immer nur einen einzigen Punkt an Lebensenergie, weswegen jeder Treffer sofort tötet. Das Ziel ist das gleiche wie bei FFA/Default.
- Instagib team

Team-Variante von Instagib.
- Efficiency

Die Spieler werden mit allen Waffen, voller Munition und 200 statt 100 Punkten an Lebensenergie ausgerüstet. Gegenstände gibt es nicht, die Spieler müssen deshalb mit ihrer Munition haushalten und gewissenhafter vermeiden, getroffen zu werden. Ziel des Modus ist das gleiche wie bei FFA/Default.
- Efficiency team

Team-Variante von Efficiency.
- Tactics

Eine Variante von Efficiency, bei der dem Spieler nicht alle Waffen nach dem (Wieder-)Einstieg zur Verfügung stehen, sondern eine zufällige Auswahl. Um bestehen zu können, muss der Spieler sein Vorgehen seinem Waffenrepertoire anpassen, beispielsweise Nahkämpfe vermeiden, wenn er nur Fernkampfwaffen besitzt.
- Tactics team

Team-Variante von Tactics.
- Capture (Domination)

Innerhalb einer meist sehr großen Karte kämpfen Teams darum, kleine Stationen („Bases“) zu beherrschen. Dabei starten sie mit einer zufälligen Ausstattung an Waffen. Die Teams erhalten Punkte, wenn sie freie Stationen unter ihre Kontrolle bringen bzw. von Gegnern kontrollierte Stationen (zurück-)erobern. Um die Kontrolle zu übernehmen, müssen die Spieler sich für einen längeren Zeitraum nahe der jeweiligen Station aufhalten; dieser Zeitraum ist doppelt so lang, wenn die Station zunächst von der gegnerischen Kontrolle befreit werden muss. Der Vorgang kann beschleunigt werden, wenn sich mehrere Spieler desselben Teams an der Station aufhalten. Da die Spieler gezwungen sind, sich in einem kleinen Radius ohne Deckungsmöglichkeit aufzuhalten, sind sie ein leichtes Ziel für die Gegner und benötigen dadurch oftmals den Schutz ihrer Teammitglieder. Bei der Eroberung der Station erhält das eigene Team nicht nur Punkte, sondern auch Gegenstände, die an der Station erscheinen. "Getötete" Spieler können erst nach einer Wartezeit von fünf Sekunden wiedereinsteigen. Die Anzahl der Tötungen ("frag count") spielt in diesem Modus keine Rolle. Das Töten von Gegnern dient nur dem Absichern bzw. Übernehmen von Stationen.
- Regen Capture

Eine Capture-Variante mit dem Unterschied, dass Spieler ohne Waffen beginnen bzw. wiedereinsteigen. Sie erhalten diese stattdessen direkt von den Stationen (ohne "items"). Healthboost oder Quad-Damage gibt es nicht.
- Protect

Zwei Teams haben jeweils eine Flagge. Einen Punkt erhält, wer die gegnerische Flagge berührt. Um dies zu verhindern, kann ein Spieler die Flagge des eigenen Teams aufnehmen und mit sich herumtragen. Wird er vom Gegner getötet, kann dieser die fallen gelassene Flagge berühren. Sowohl zu Beginn der Runde als auch nach einer gegnerischen Berührung erscheint die Flagge neu in der Basis des jeweiligen Teams und ist dort für den Gegner vorerst nicht berührbar. Nimmt keiner die eigene Flagge innerhalb von zehn Sekunden auf, wird das Team bestraft, indem die Flagge nun auch für den Gegner berührbar wird. Das Team, welches als erstes zehn Punkte erreicht hat oder die meisten Punkte nach Ablauf des Zeitlimits besitzt, gewinnt. Die Anzahl an Tötungen spielt keine Rolle, und ein getöteter Spieler muss fünf Sekunden auf den Wiedereinstieg warten.
- Insta Protect

Mischung aus Protect und Instagib.
- Efficiency Protect

Mischung aus Protect und Efficiency.
- Hold

Eine Mischung aus Protect und Capture. Gespielt wird auf Capture-Karten. An einer zufällig ausgewählten Station erscheint eine neutrale Flagge. Aufgabe ist es, die Flagge aufzunehmen und 20 Sekunden lang zu halten. Nach Ablauf dieser Frist erhält das Team einen Punkt, und die Flagge erscheint erneut an einer Station. Lässt der Träger die Flagge fallen, kann diese von allen Spielen aufgenommen werden und muss erneut 20 Sekunden lang gehalten werden.
- Insta Hold

Mischung aus Hold und Instagib.
- Efficiency Hold

Mischung aus Hold und Efficiency.
- CTF (Capture the Flag)

Wie bei Protect haben zwei Teams je eine Basis, in deren Mitte sich die eigene Flagge befindet. Ziel ist es, die gegnerische Flagge zu stehlen und zur eigenen zu tragen. Die eigene Flagge muss sich an ihrem Ausgangspunkt in der Basis befinden. Berührt der Flaggenträger sie dort, erhält das Team einen Punkt und die gegnerische Flagge wird zu ihrem Ausgangspunkt zurückgesetzt. Tötet der Gegner den Flaggenträger und berührt seine fallen gelassene Flagge, geht diese automatisch zurück in die eigene Basis. Das Team, das als erstes zehn Punkte erzielt hat oder die meisten Punkte nach Ablauf des Zeitlimits besitzt, gewinnt. Die Anzahl an Tötungen ("frags") spielt keine Rolle, und ein getöteter Spieler muss fünf Sekunden auf den Wiedereinstieg warten.
- Collect

In diesem Spielmodus treten zwei Teams auf CTF-/Protect-Karten gegeneinander an. Anstelle der Flaggen befindet sich eine kleine Station in der Basis des jeweiligen Teams. Nach jedem (Wieder-)Einstieg verfügt jeder Spieler über einen Gegenstand ("item") in Form eines Schädels, den er fallen lässt, sobald er getötet wird. Die Schädel können von gegnerischen Spielern eingesammelt oder aber durch die eigenen Teammitglieder neutralisiert werden. Hat ein Spieler gegnerische Schädel in seinen Besitz gebracht, kann er diese in Punkte für das eigene Team umwandeln, indem er in die gegnerische Basis eindringt und dort die Station berührt. Wird er hingegen getötet, lässt er nicht nur seinen eigenen Schädel fallen, sondern auch jene, die er eingesammelt hatte.
Punkte für das eigene Team können auch durch "Stehlen" der gegnerischen Schädel gesammelt werden. Dazu berührt man deren Station, wenn man keinen Schädel hat.
- Insta Collect

Mischung aus Instagib und Collect.
- Efficiency Collect

Mischung aus Efficiency und Collect.

### Entfernte Modi
In der Entwicklungsgeschichte wurden mehrmals Spielmodi nachträglich wieder entfernt. Dazu gehören „Insta Capture“, „Assasin“ und „Tactics Clan Arena“.

## Technisches

### Grafik

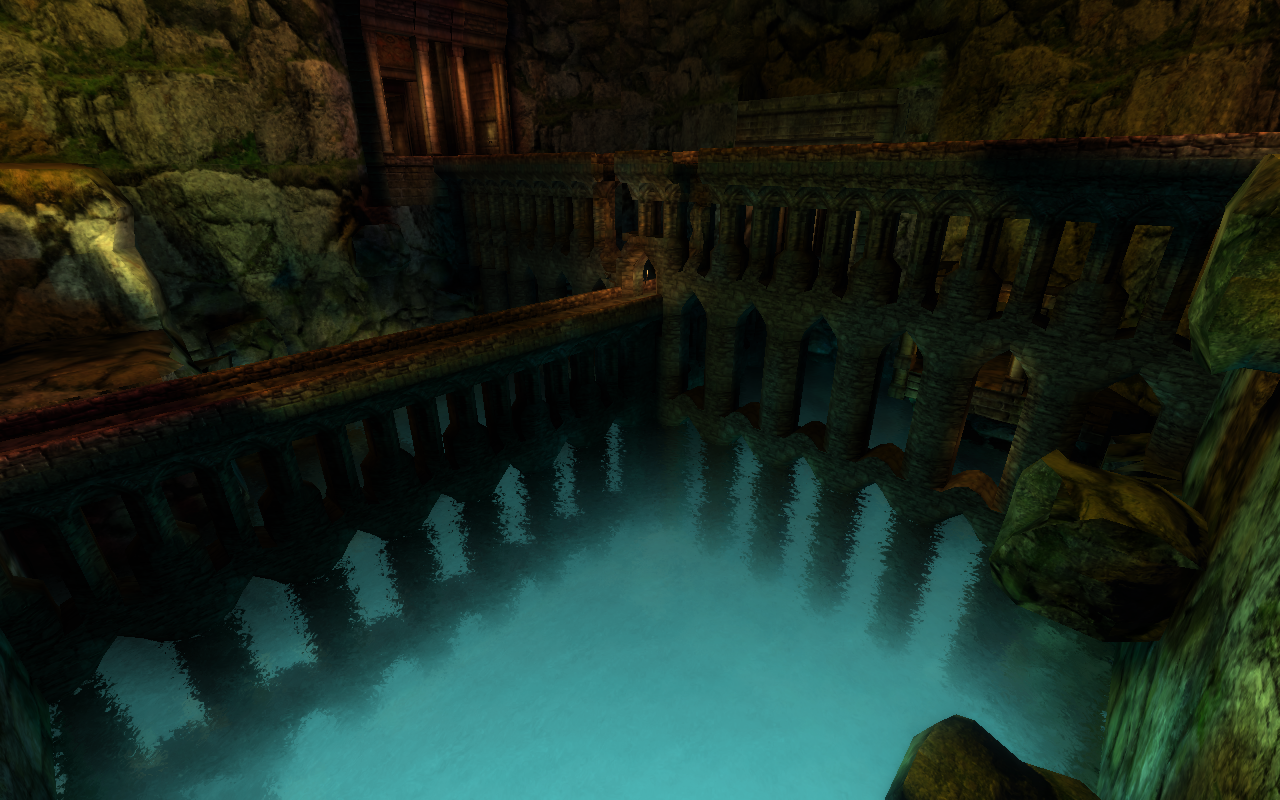
Die Reflexionen des Wassers werden nach dem Subdivisionsverfahren berechnet.

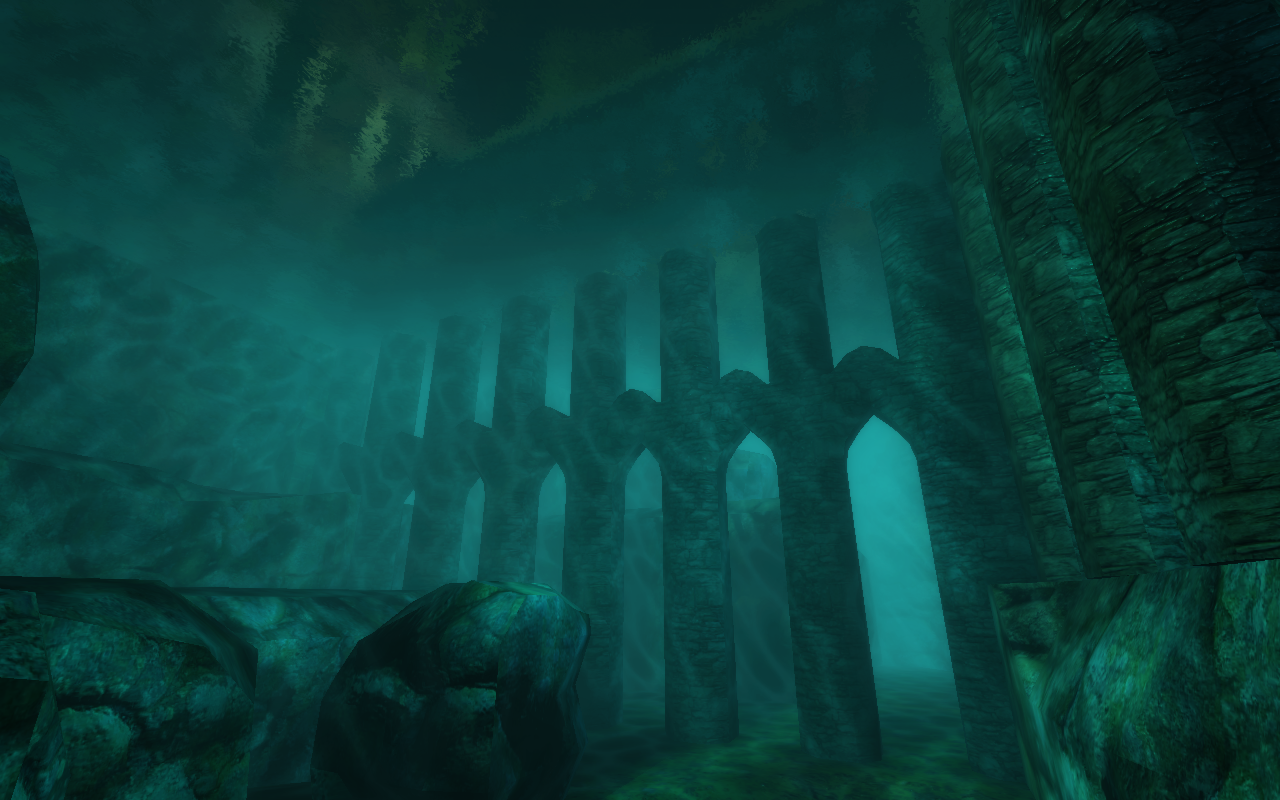
Dieselbe Szene unter Wasser

Die Sauerbraten Game Engine bietet eine mäßige Standardpalette grafischer Techniken. Neben dynamischen Lichtern, Bewegungsunschärfe, Lightmaps, Multitexturing, Bumpmapping, Oberflächenglanz, Oberflächensaum und Alpha Blending enthält die Engine ein sehr ausgefeiltes Partikelrendersystem.

### Netzwerk
Im Gegensatz zu vielen anderen Ego Shootern, verläuft der Mehrspieler-Modus in Cube 2: Sauerbraten „Client-Side-Controlled“; dies bedeutet, dass ein Client den Server nicht erst – wie sonst üblich – um Erlaubnis für seine Aktionen fragen muss, sondern autonom handeln kann. Dies hat zur Folge, dass Bandbreite gespart wird, wodurch Cube 2: Sauerbraten im Falle von hohen Pingzeiten meist reibungsloser zu spielen ist. Andererseits erleichtert dieses Konzept auch Cheating, was durch die Quelloffenheit des Spiels nochmals vereinfacht wird. Tatsächlich haben sich die Cheater zu einem ernsten und oft kritisierten Problem entwickelt.
Die Cheater konnten lange Zeit nur durch präsente Server-Administratoren bekämpft werden. Um auch in der Abwesenheit des Administrators Cheater verbannen zu können, verwenden manche Betreiber mittlerweile eine modifizierte Server-Software, bei welcher alle Spieler über den Rauswurf eines Einzelnen während des laufenden Spiels abstimmen können. Eine weitere Maßnahme ist die Funktion „auth keys“ (Autorisierungs-Schlüssel), mit der vertrauenswürdige Spieler dauerhaft erhöhte Rechte auf dem jeweiligen Server besitzen und somit – ähnlich dem Administrator – andere Spieler sofort verbannen können.

### Skriptsprache
Cube2: Sauerbraten enthält eine eigene Skriptsprache namens CubeScript. Primär dient diese dazu, Funktionen miteinander zu verschmelzen und Vorgänge zu automatisieren. CubeScript ist bewusst simpel gehalten.

## Derivate

### Tesseract
Tesseract entstand im Sommer 2012 als Abspaltung von Cube 2: Sauerbraten. Im Jahr 2014 wurde die erste öffentliche Version für Linux, Windows und macOS veröffentlicht. Die Spielmodi Capture-the-flag und Instant-Deathmode werden durch einen Multiplayer-Bau-Modus ergänzt. Außerdem bietet Tesseract eine deutlich verbesserte Grafik, indem u. a. die Berechnung der Schatten nun dynamisch erfolgt, globale Beleuchtung und HDR hinzufügt wurde.

### Red Eclipse
Red Eclipse entstand 2009, ebenfalls als Abspaltung von Cube 2: Sauerbraten und ist als quelloffene Software für Windows, macOS und Linux verfügbar. Seit Version 2.0 verwendet Red Eclipse die Render-Engine von Tesseract.

### Eisenstern
Eisenstern ist ein Rollenspiel, das ebenfalls auf der Sauerbraten Game Engine basiert und anfangs in Cube 2: Sauerbraten integriert war. Konzept und die ersten Versionen stammen ebenfalls von Oortmerssen; Ab der Trooper Edition (vom 4. Mai 2009) wurde das Spiel jedoch ausgegliedert und sollte von einem eigenen Entwicklerteam übernommen werden. Tatsächlich kam die Entwicklung jedoch in einer rudimentären Version zum Erliegen und das Projekt wurde für gescheitert erklärt.

### Inexor
Inexor entstand 2015 aus Cube 2: Sauerbraten und ist bislang noch im Alpha-Stadium. Inexor unterstützt zusätzlich Ambient Occlusion und integriert Node.js.